# Клайнбартлофф
Клайнбартлофф (нем. Kleinbartloff) — община в Германии, в земле Тюрингия.
Входит в состав района Айхсфельд. Подчиняется управлению Айксфельдер Кессель.  Население составляет 431 человек (на 31 декабря 2010 года). Занимает площадь 12,59 км².